# Engenho de açúcar

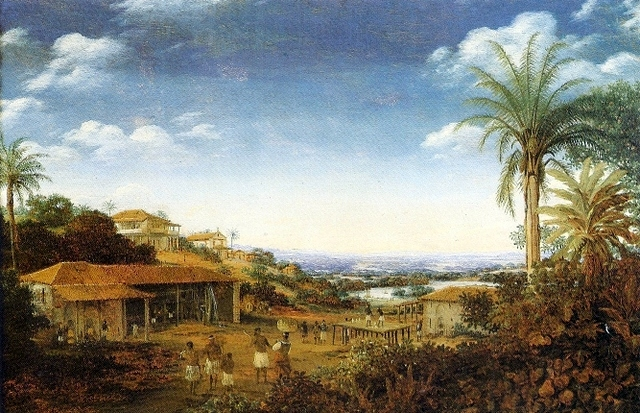
Un mulino per la canna da zucchero nel Pernambuco coloniale, del pittore olandese Frans Post (XVII secolo).

L'engenho de açúcar, nella colonia del Brasile, era un complesso sociale, agricolo e tecnologico specializzato nella trasformazione della canna da zucchero in zucchero, melassa, cachaça ed etanolo. I modelli a mulino centrale e collegati a apparati secondari entrarono in uso alla fine del XIX secolo, quando i vecchi mulini dovevano essere smantellati e lo zucchero doveva essere prodotto in un moderno impianto industriale con economie di scala e rigoroso controllo di qualità.

## Storia
Il primo zuccherificio registrato in territorio portoghese apparteneva a Diogo Vaz de Teive, scudiero di Enrico il Navigatore, con un contratto di costruzione datato 5 dicembre 1452. Si trovava sull'isola di Madera, nella località definita allora Ribeira Brava, Capitaneria di Funchal. La forza motrice di questo mulino era l'acqua del torrente.
I primi mulini dell'isola erano tutti alimentati dall'acqua o dalla forza dei buoi, e i cilindri attraverso cui passava la canna erano talvolta costruite con legno di Ocotea foetens, all'epoca molto comune. Oltre ai mulini, si usavano anche presse manuali.
La documentazione non contiene il processo utilizzato dai proprietari degli zuccherifici e delle presse per produrre lo zucchero, ma si presume che questo processo consistesse nel far bollire le garapas in caldaie fino ad ottenere la consistenza di uno sciroppo denso. A questo punto, era trasferito in vasi forati sul fondo, dove i cristalli si sarebbero depositati, lasciando che il liquido colasse attraverso i fori. Si presume inoltre che, nella purificazione degli zuccheri, siano stati utilizzati acqua di calce e carbone animale, prodotti che anche la moderna industria dello zucchero utilizza.
L'industria della raffinazione dello zucchero fiorì a Madeira nel XV secolo, spostandosi da lì a Lisbona e nelle colonie del Regno. A proposito, Álvaro Rodrigues de Azevedo ha commentato in una nota riportata in Saudades da Terra, che, nella metropoli, "ha creato tante fortune private, a scapito delle colonie e della stessa industria dello zucchero".

### Isola di Madera
Il primo mulino che si costruì a Madeira era proprio quello di Diogo Vaz de Teive, costruito nel 1452, ma nel 1590, all'epoca in cui Gaspar Frutuoso scrisse Saudades da Terra, c'erano già più di 30 mulini sparsi in tutta l'isola, nonostante i sintomi del degrado. che l'industria dello zucchero aveva già sull'isola.
Nel 1730, erano rimasti pochi mulini a Madeira, e Rodrigues de Azevedo stimò che l'industria dello zucchero fosse completamente scomparsa dall'isola nel 1748, a causa dell'impossibilità di resistere alla concorrenza degli zuccheri americani, che, molto tempo fa, avevano già invaso i mercati europei, dove potevano essere a prezzi competitivi.
Quando Thomas Edward Bowdich visitò Madeira nel 1823 in compagnia della moglie Sarah Bowdich Lee, lo zucchero prodotto sull'isola era in quantità trascurabili, come riportato nel suo Excursions in Madeira and Porto Santo, e nel 1826 c'era un solo mulino su tutta l'isola. Nell'anno successivo Severiano Ferraz costruì un secondo mulino, che fu completato nel 1828. Nel 1851, quattro fabbriche lavoravano a Madeira e, nel 1856, dieci a Funchal e 18 in tutta l'isola, tutte destinate alla distillazione del brandy.
Nel 1856, Severiano Alberto Ferraz fondò la fabbrica di Ponte Nova, rimarchevole per il suo tempo, nella quale investì circa venticinquemila réis. Questa fabbrica, migliorata dai figli del fondatore, nel 1862 aveva chiarificatori a vapore, concentratori Bour, macchine centrifughe per l'estrazione della melassa e altre attrezzature, ed era considerata una struttura di prim'ordine e la migliore che esistesse all'epoca a Funchal . Era alimentata a vapore, il movimento distribuito da una macchina da dieci cavalli ad altre diverse macchine di produzione propria.
Sempre nel 1856, la Fabbrica Torreão fu fondata da William Hinton & C, utilizzando la forza dell'acqua come fonte di energia, anche se in estate, quando questa risorsa era scarsa, il movimento era garantito da un motore a vapore alimentato da dodici cavalli.
Nel 1861, c'erano ventinove fabbriche in tutta l'isola, cinque delle quali trattavano lo zucchero. Nel 1872, c'erano sette fabbriche a vapore, cinque delle quali erano in funzione e una in preparazione; nove dispositivi alimentati ad acqua e alcuni dalla forza dei buoi. Le fabbriche producevano zucchero e brandy, che veniva consumato quasi interamente in Portogallo.

### Brasile

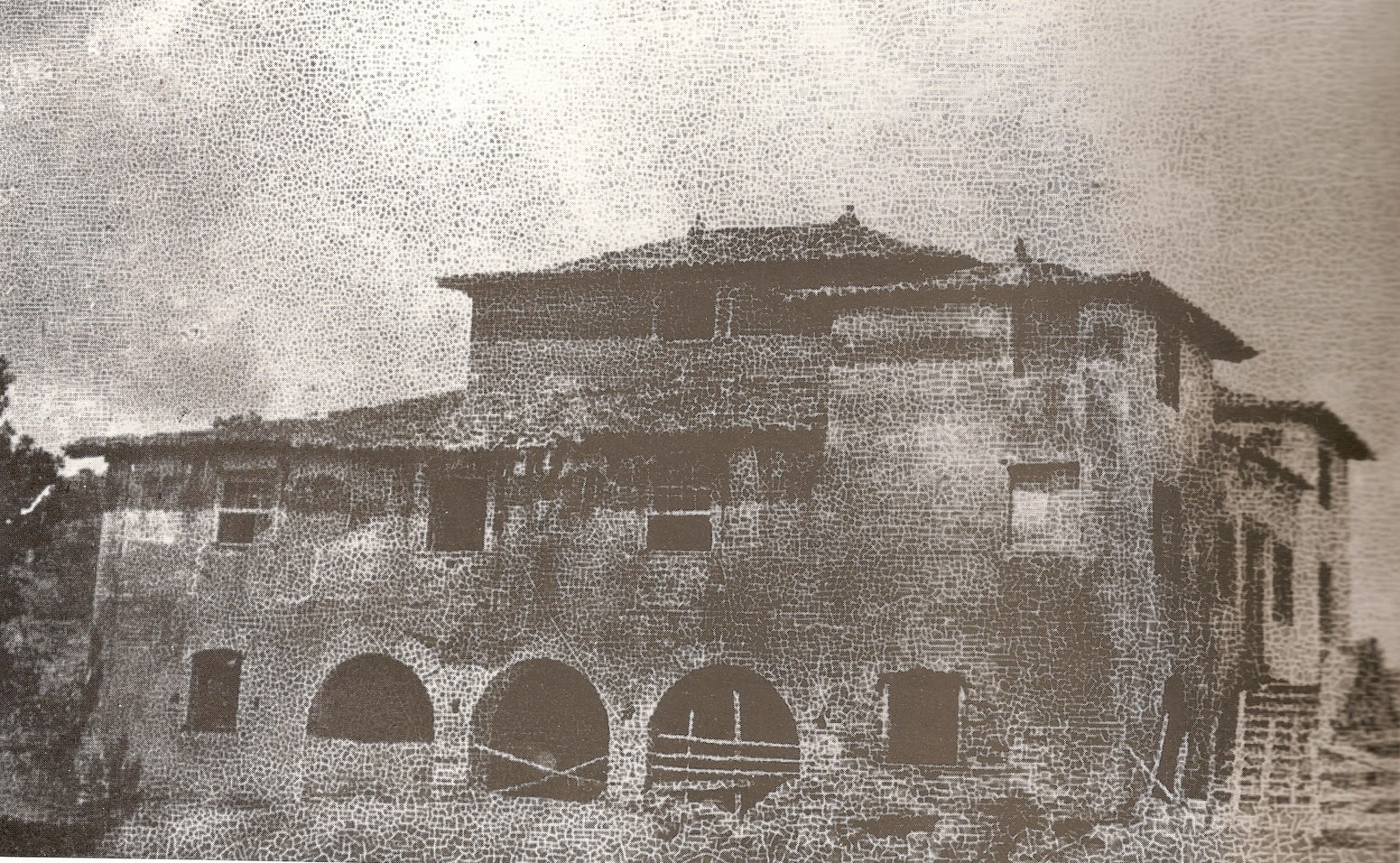
Antica corte Megaípe, casa madre dell'Engenho Megaípe a Pernambuco.

I primi engenhos furono creati in Brasile per soddisfare la domanda europea . Erano i luoghi per la produzione dello zucchero, propriamente il mulino, il locale caldaia e il purificatore. L'intero set, chiamato engenho banguê, è passato nel tempo ad essere così chiamato, comprese le piantagioni, il mulino o la moita (la fabbrica), la casa grande (la casa del proprietario), la senzala (gli alloggi degli schiavi) e tutto ciò che apparteneva alla proprietà.
Nel 1516, sulla costa di Pernambuco, più precisamente presso la Feitoria de Itamaracá, fu costruito il primo zuccherificio del Brasile, affidato all'amministratore coloniale Pero Capico, il primo "Governatore delle Parti del Brasile". Nel 1526 già risultavano dei diritti sullo zucchero Pernambuco presso la Dogana di Lisboa. Nel 1530, i primi capitani portoghesi avviarono progetti nelle terre dell'America portoghese, in particolare nelle capitanerie di Pernambuco e São Vicente, installando gli zuccherifici. Così, nella nuova colonia portoghese, apparvero i primi nuclei di insediamento e agricoltura.
Nonostante esistessero coltivazoni di canna anche negli stati di Espírito Santo, Rio de Janeiro e San Paolo, il Nordest è stata la regione che ha assunto maggiore importanza per il suolo scuro ricco di argilla e granito, particolarmente fertile (massapê), il clima caldo e umido e le piogge regolari che offrivano ottime condizioni per la coltivazione della canna. Un altro fattore che ha favorito questa regione è stata la vicinanza dell'Africa, da dove gli schiavi erano trascinati a lavorare nei campi, e del Portogallo, che ha facilitato il trasporto del prodotto. In questo modo, la costa nord-orientale divenne la principale zona zuccherina della colonia, in particolare Pernambuco e Bahia.
Decenni dopo, la cachaça, un distillato dei sottoprodotti della produzione di zucchero, melassa e schiume fermentate, servì come scambio nella tratta degli schiavi. I piantatori hanno dominato per secoli l'economia e la politica brasiliana, dall'epoca coloniale, per tutto il periodo dell'impero e fino alla repubblica, anche se, in quei tempi, ci furono fasi di declino e rinascita. I primi mulini impiantati all'inizio del XVI secolo hanno dato origine, nel XX secolo, all'industria dello zucchero, degli alcolici e poi dell'etanolo, che all'inizio del XXI secolo si è posizionato al secondo posto nella matrice energetica brasiliana.
Fino alla metà del XX secolo, gli engenhos erano la principale fonte dello zucchero e degli alcolici, il cardine dell'economia in Brasile e, in particolare, negli stati di Pernambuco, Piauí, Paraíba, Rio de Janeiro, Alagoas, Sergipe, Ceará e San Paolo.
Con l'evoluzione dell'agroalimentare e la comparsa degli impianti industriali per l'estrazione dello zucchero e la produzione dei derivati, i mulini, obsoleti, furono gradualmente disattivati.

## Struttura degliengenhos
Essendo una struttura complessa, l'impianto per la produzione dello zucchero necessitava di grandi appezzamenti di terreno per ospitare tutte le sue funzioni. Ciascuna delle fasi del processo di produzione dello zucchero si rifletteva in soluzioni architettoniche particolari e creava una particolare configurazione spaziale, oltre a costituire di per sé un nucleo primitivo di organizzazione sociale e economica.

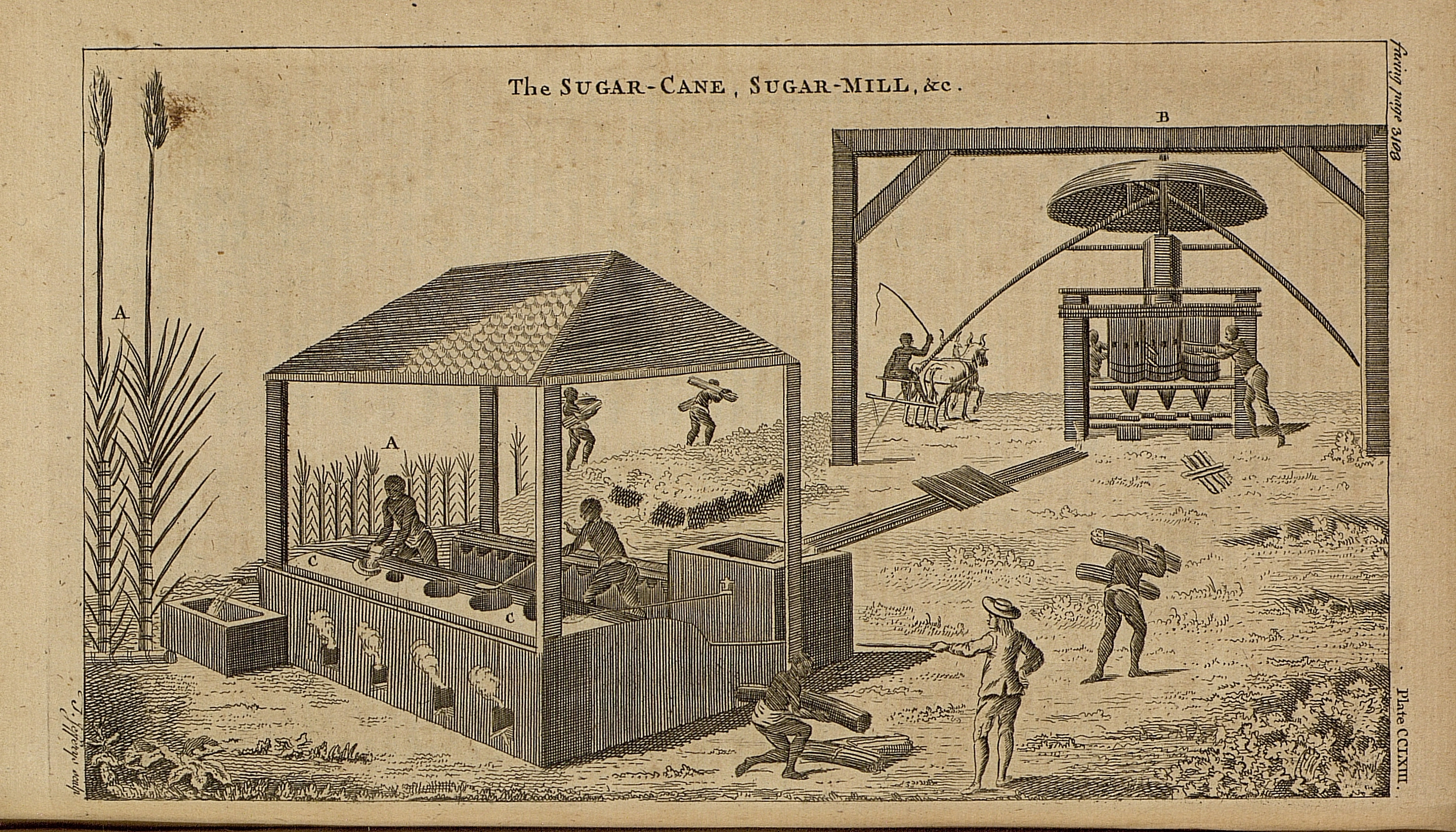

### Campo di coltivazione
Il canavial è la superficie dove veniva coltivata la canna da zucchero.

### Casa da Moenda
Struttura coperta rettangolare che ospitava la struttura vera e propria della macina. Era costruito su un livello più basso e vicino al fiume, per approfittare dell'energia idraulica per la movimentazione della macina. Necessariamente doveva avere due porte: una per l'ingresso del carro che portava la canna da zucchero e un'altra per farla uscire senza doversi rigirare all'interno della stanza. Il molino era una macchina di legno che, con un meccanismo ad ingranaggi mosso dalla forza umana, animale o idraulica, spremeva la canna e la trasformava in succo. In alcune di queste sale, il succo estratto veniva trasportato attraverso delle canalette direttamente al locale caldaia, dato che era essenziale avere un collegamento pratico tra di loro.

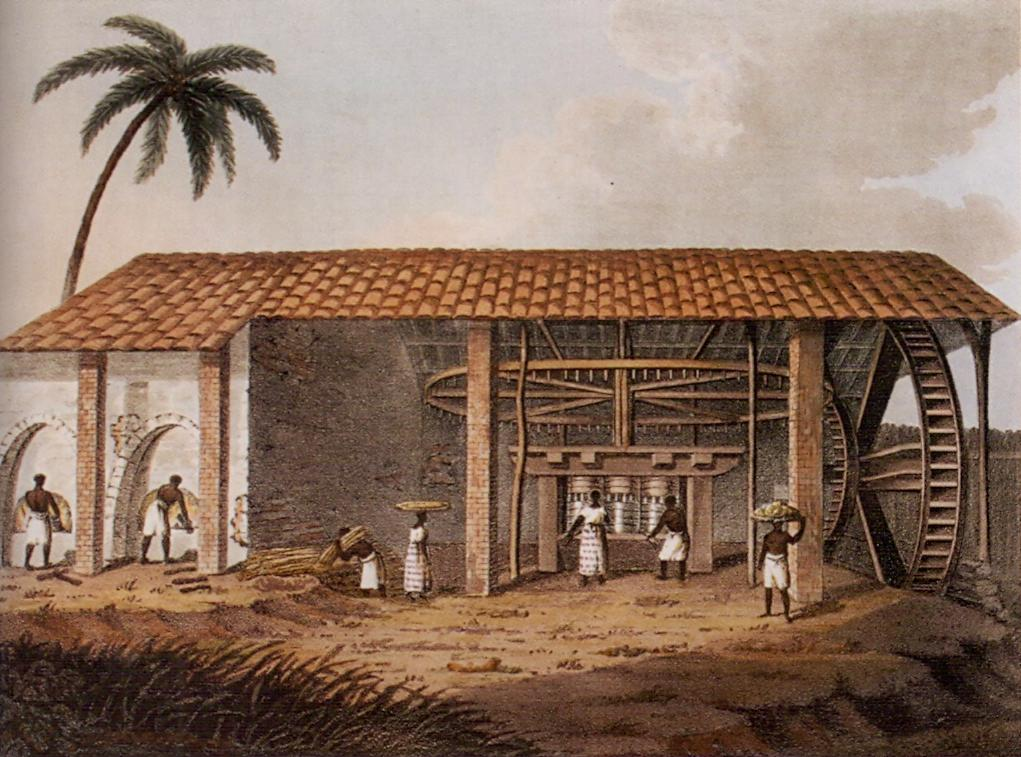
Fabbrica dello zucchero nel Nord-est del Brasile, 1816

### Caldaia
Considerato il luogo più pericoloso dell'engenho a causa del rischio di bruciature o incendi, il locale aveva dimensioni minori ed era il luogo in cui veniva evaporato il brodo. Aveva una panca di mattoni dove c'erano le cosiddette tachas per cuocere lo zucchero. Nelle sue vicinanze erano visibili le grandi ciminiere in muratura che caratterizzavano un impianto in cui il fuoco alimentava longitudinalmente le tachas.

### Locale di spurgo
La casa de purgar era il luogo in cui il brodo cotto rimaneva per diversi giorni in modo che si separassero le impurità e potesse poi essere trasformato in zucchero. Normalmente, sorgeva quindi vicino al locale caldaia e più lontano dal centro del mulino. Il punto forte di questa struttura è il fatto che ha un livello più basso e, lungo le pareti, si trovano strutture in mattoni che fanno da supporto per le assi di legno dove sono state montate le forme di spurgo.

### Senzala
Il termine deriva dal significato di "luogo di residenza delle persone di una famiglia" o "zona separata dall'abitazione principale". Nel Brasile coloniale, era comune per riferirsi agli alloggi collettivi degli schiavi. Erano strutture divise in cubicoli e non avevano né bagno né cucina, e potevano o meno essere vicine alla residenza principale. Nel complesso, non c'era privacy e tutti vivevano insieme. In alcuni casi, gli alloggi degli schiavi avevano posti riservati alle coppie o avevano piccole case separate per incoraggiare ad avere figli. Davanti agli alloggi degli schiavi c'era il cosiddetto tronco o gogna, luogo utilizzato per punire o, come si diceva nel XVI secolo, per “educare” gli schiavi.

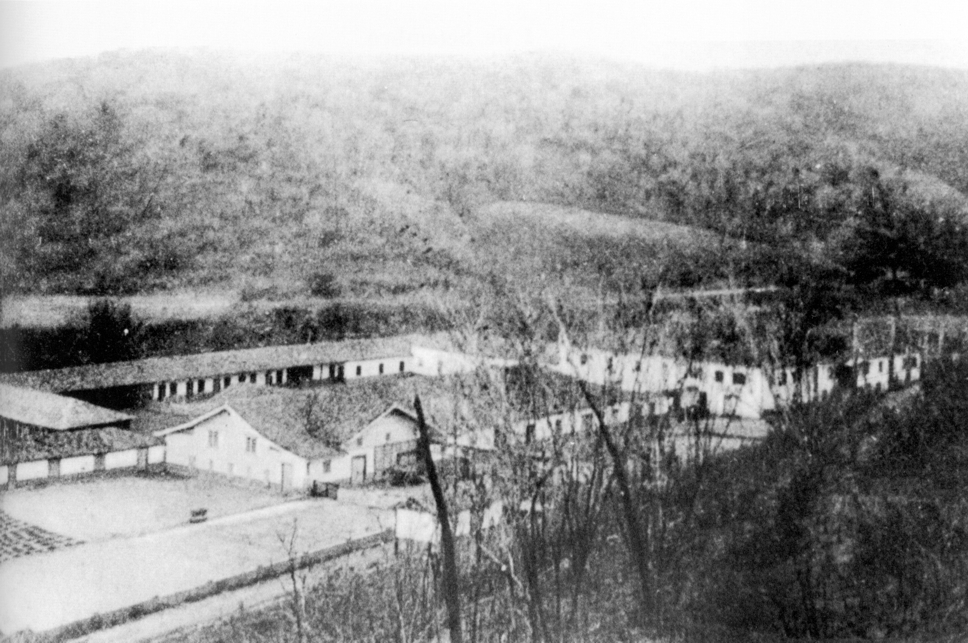
Casa-grande, senzala e magazzini

### Residenza principale (casa-grande)
Residenza del padrone della piantagione: erano costruzioni con sale ampie, numerose stanze e alloggi confortevoli, che potevano essere al piano terra o su due piani e si trovavano solitamente in un luogo centrale ed elevato della proprietà in modo da avere una visione completa del complesso e rappresentare la funzione politica e amministrativa della fabbrica. Nel XVI e XVII secolo, le case non erano così lussuose ed erano fatte di stucco, pietra lavata, calce, con il tetto di paglia o di sapé.

### Cappella
Costruito sulla base di esigenze religiose e governative, è stato installato accanto alla grande casa, come un suo ampliamento, riunendo gli abitanti del mulino per le cerimonie religiose. La cappella era un edificio modesto e basso, ma abbastanza grande da ospitare la comunità.

### Alloggi dei lavoratori liberi
Piccole e semplici abitazioni dove vivevano gli altri lavoratori dell'impresa che non erano schiavi, solitamente contadini privi di risorse.

### Stalla
Luogo che ospitava gli animali utilizzati negli engenhos, sia per il trasporto (prodotti e persone) che per l'alimentazione degli abitanti.

## Tipologie
I dispositivi potevano avere diverse fonti di forza motrice utilizzata per girare le macine. Fondamentalmente, nel periodo coloniale, venivano utilizzati tre tipi di molini:

### Alçaprensao piede di porco

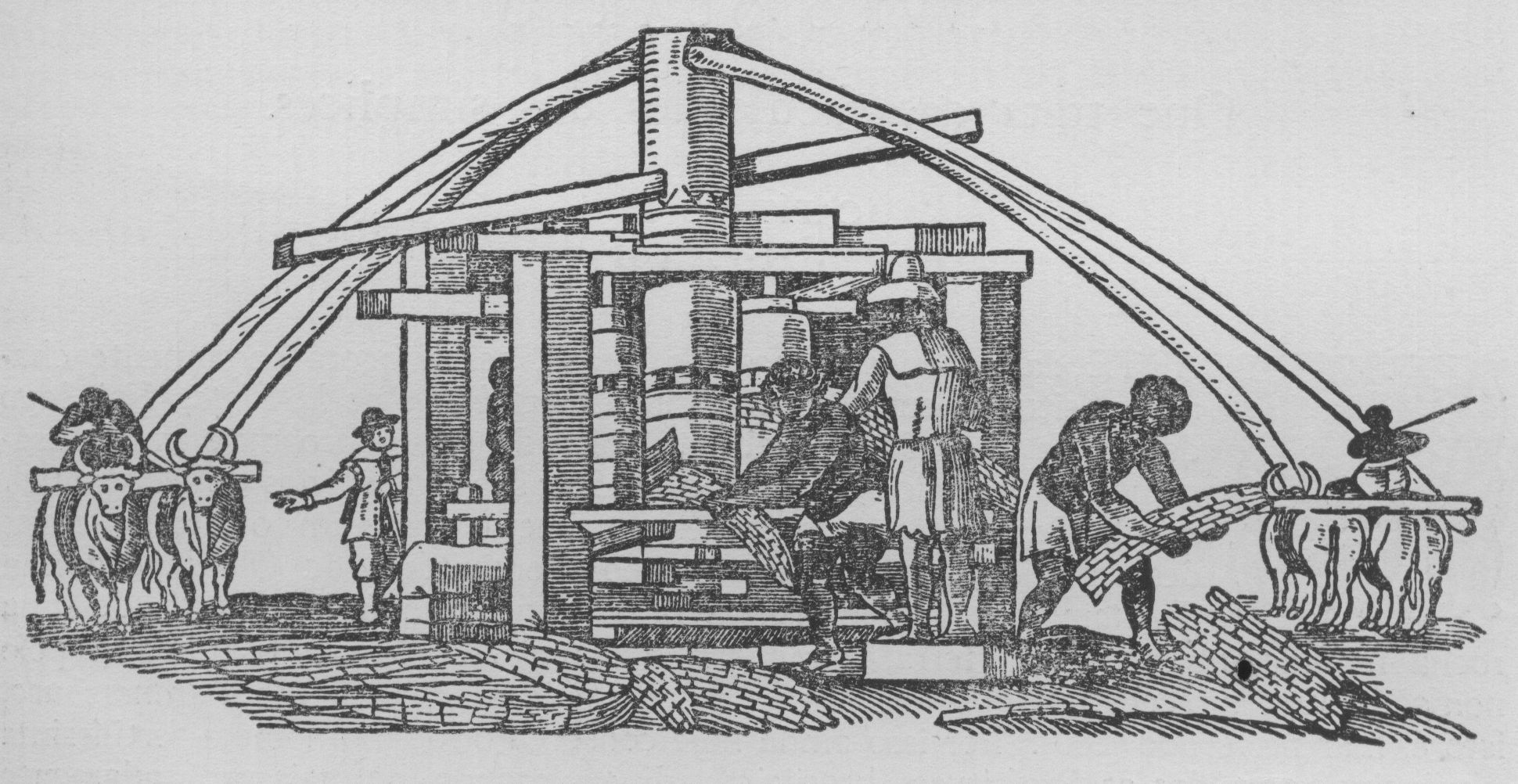
Almanjarra

Azionato dalla forza umana: è stato generalmente utilizzato in impianti di piccole dimensioni.

### Almanjarra,trapicheoatafona
Mosso dalla forza degli animali, solitamente buoi e, in alcuni casi, cavalli.

### Acqua o "reale"
Alimentato ad acqua, utilizzando una ruota.

### XIX secolo
Dal XIX secolo in avanti, al tempo dell'Impero, emersero altri tipi:
Banguê: molino a vapore;
Entrosa: molino alimentato da lunghe aste, che utilizzavano la forza umana;
Gangorra: macchina manuale in legno con due cilindri, per la quale si utilizzava la forza umana;
Fogo-morto: era il termine usato per riferirsi a una fabbrica non funzionante.

## Fasi della produzione artigianale

Engenho Espadas, a Pernambuco, Brasile : un esempio di macchina banguê in funzione negli anni '50

### Spremitura
La prima fase presente in tutti i molini è la frantumazione della canna, da cui viene estratto il succo noto come succo di canna da zucchero o garapa. Questo brodo viene portato in una vasca, il parol, dove viene conservato.

### Produzione dellacachaça
Nella produzione della cachaça o alcol, il succo di canna da zucchero viene conservato durante la fermentazione. Quindi viene distillato.
In Brasile, la cachaça è stata inizialmente ottenuta per fermentazione e successiva distillazione di sottoprodotti della produzione di zucchero come melassa e schiume. Quindi, lo zuccherificio era anche un produttore di cachaça. Successivamente, in alcuni engenhos, i sottoprodotti iniziarono ad essere venduti ai produttori di cachaça che li utilizzavano autonomamente ne della bevanda. Nel XX secolo, con l'utilizzo di questi sottoprodotti in altri settori industriali, i proprietari delle distillerie hanno dovuto iniziare a piantare la canna da zucchero e, utilizzando succo di canna fermentato e poi distillato, producevano (e producono tuttora) la cachaça. Pertanto, la produzione della bevanda è stata separata dai vecchi impianti.

### Produzione dello zucchero

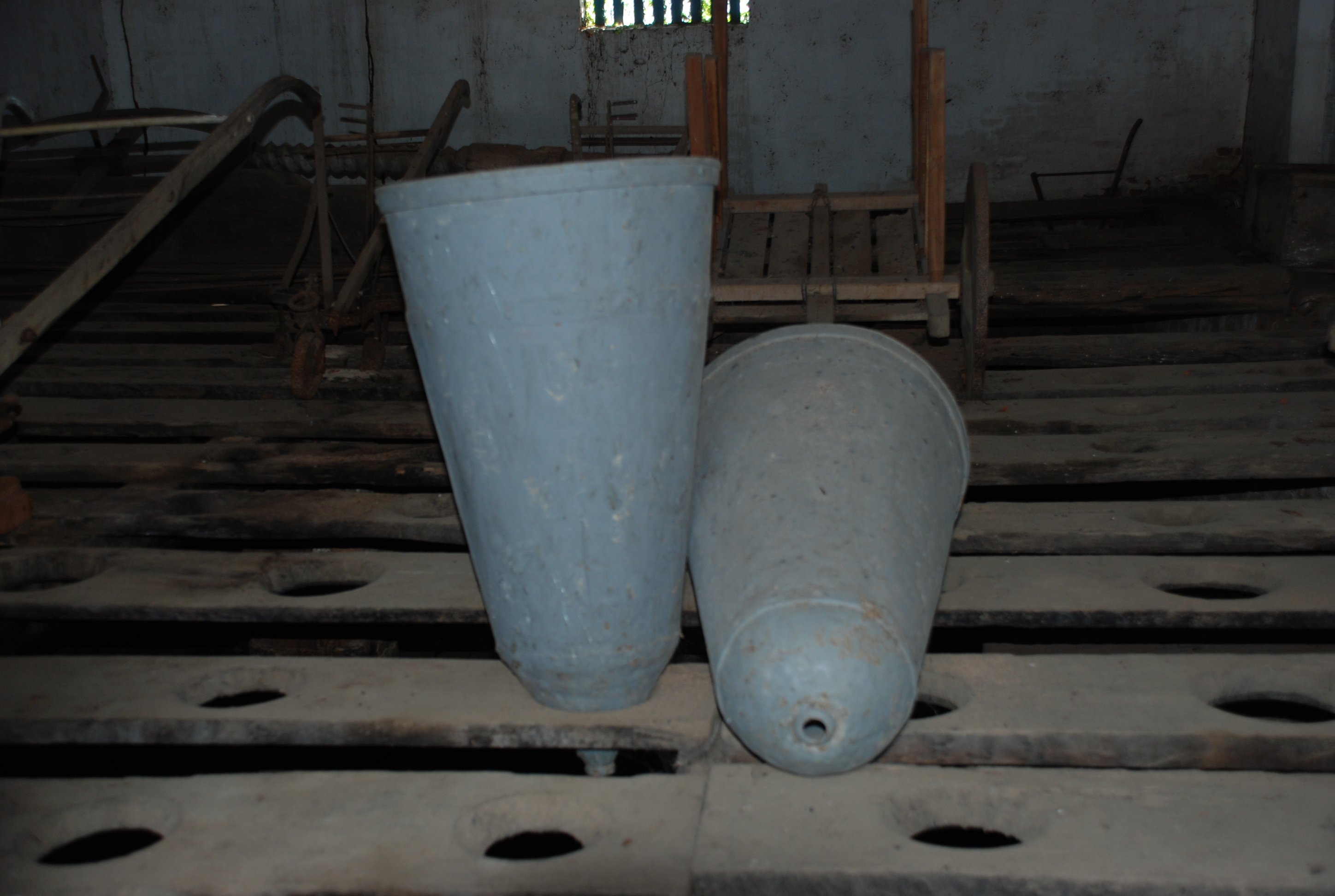
Il pane di zucchero, presso il vecchio engenho di Santa Fé, a Pernambuco, in Brasile

Nella produzione dello zucchero, il succo di canna da zucchero viene portato in grandi pentole di rame, e fatto bollire fino a raggiungere il "punto", cioè quando si arriva alla consistenza del miele. Questo miele viene trasferito in una vasca dove verrà sottoposto ad agitazione, per accelerare la cristallizzazione dello zucchero.
Il miele, poi, viene distribuito in forme coniche, disposte su un tavolato, dove rimane fino a quando non si raffredda. Dopo la cristallizzazione, il miele in eccesso (non cristallizzato), viene estratto (per decantazione), attraverso un foro nel fondo dello stampo. Questo miele, chiamato melassa, ha altri usi, tra cui anche la produzione della cachaça, dopo la fermentazione per alcuni giorni.
Lo zucchero cristallizzato, sotto forma di pane, che riceveva il nome iniziale di pão de açúcar, viene estratto dalle forme, quindi chiamato zucchero muscovado o mascavo, che viene commercializzato per essere utilizzato in quella forma, a pezzi, o sottoposto a sbiancamento, nella produzione dello zucchero demerara. La trasformazione da marrone a demerara era effettuata negli engenhos mediante il processo di spurgo. Il luogo in cui veniva conservato questo zucchero era chiamato la casa de purgar. Lo spurgo era fatto con acqua attentamente distribuita su strato di erba locale (Cyperus diffusus, volgarmente chiamato "massapé") distribuito sopra il pan di zucchero, e scolata attraverso il foro inferiore, prelevando così le impurità.

### Produzione dellarapadura
Il processo di produzione della rapadura è simile a quello che porta alla produzione dello zucchero, nelle fasi iniziali, ma il processo si ferma nella vasca di agitazione, molto meno profonda in questo caso, e la rapadura è cristallizzata lì.